# José Antonio Maturana Plaza
José Antonio Maturana Plaza (Sant Sebastià, 1948) és un advocat i polític socialista basc, diputat al Congrés dels Diputats i al Parlament Basc.

## Biografia
Membre del Partit Socialista d'Euskadi-PSOE, de la Unió General de Treballadors i de les Joventuts Socialistes durant la dictadura franquista, va ser escollit diputat al Congrés a les primeres eleccions democràtiques de 1977 per la circumscripció electoral de Guipúscoa, sent reelegit a les de 1979. Va dimitir del seu escó el 1980 per a presentar-se en les llistes del PSE-PSOE a les primeres eleccions al Parlament Basc, cosa que repetí successivament durant sis legislatures. Va ser Conseller de Cultura del Consell General Basc sota la presidència de Ramón Rubial, i Conseller d'Habitatge i Medi ambient (1991-1994) i de Transport i Obres Públiques (1995-1998) als governs de coalició entre el PSE i el Partit Nacionalista Basc i també ha estat vicepresident del Parlament Basc.
El 2001 es va retirar de la política i treballà a les empreses ITUSA i BRUESA. 2003 va rebre la medalla de l'Orde del Mèrit Constitucional. En 2009 fou cridat a declarar en el Cas Eivissa Centre en qualitat d'antic administrador del Hòlding Bruesa i d'Itusa.